# 莊姓
莊姓，为一种漢字姓氏，百家姓第323位。

## 起源
- 莊氏本羋（音米）姓也，楚莊王之後，以諡為氏，因避後漢明帝諱，改為嚴氏。魏晉之際，有復本氏者，故有莊嚴二氏行於於世，見宋鄭樵「通志氏族畧」。是鄭樵以吾莊嚴二氏，為始於楚莊王之後，然余考漢司馬遷「史記」楚世家有云：楚之先祖，出自多帝顓頊高陽，高陽者，黃帝之孫，昌意之子也。高陽生稱，稱生卷章，卷章生重黎，重黎為帝嚳高辛居火正（火正為官職名），甚有功，能光融天下，帝嚳命曰祝融。共工氏作亂，帝嚳使重黎誅之而不盡，帝乃以庚寅日誅重黎，而以其弟吳回為重黎後，復居火正為祝融。吳回生陸終，陸終生子六人，坼剖而產焉，其長一曰昆吾、二曰參胡、三曰彭祖、四曰會人、五曰宴安，佐舜食邑於曹，至卅四世而生挾，周武王克商，始封挾於邾，是為朱氏之始。其六曰季連，羋氏，楚其後也。是楚乃軒轅黃帝，帝景顓頊高陽，祝融及季連諸人之後裔，而季連之苗裔熊繹，在周成王之時，受封於楚蠻，封以子男之田，姓羋氏，居丹陽（今湖北省秭歸縣東南），十六傳而至楚莊王，名熊侶（一作旅）春秋五霸之賢君，莊王是其諡號也，傳十三世至王負芻為秦所滅，凡廿九傳，歷世四十，而二十五世稱王，享國計八百九十三年（西元前一一一五—二二三年），厥後子孫身散處於江漢間。至於梁惠王同時，則有大儒曰莊周，字子休，嘗為蒙漆園史，楚威王聞其賢，許以為相，辭不受，著書號莊子。又有莊蹻王滇，楚威王時威震黔地，秦滅諸侯，惟楚裔王滇，為西南夷君長。其後有莊不識者，以騎將入漢，功封武疆侯，不識生嬰，襲封簡侯，嬰生青翟，漢武帝元狩五年為丞相，元鼎二年使西域史通，尋坐與長史朱買臣等發御史大夫張湯陰事，致湯自殺，不直，國除。又如吳人莊忌，及餘姚嚴光者，多生後見，而布傳之中國汴光也，乃古大梁輿地，蒙屬梁國，是汴光乃梁之苗裔也，事尚歟宜應述之。

另外還有幾種說法：
- 源自子姓，春秋初期宋國有宋戴公，据史籍《姓氏考略》、《资治通鉴音注》等记载，宋戴公名撝，字武庄，其部份後代以先祖名字為姓，形成了莊氏。
- 唐朝中不少來至西域諸族的猶太人和穆斯林商人並 入境隨俗改姓莊。
- 明太祖後裔朱姓人，在明末清初為了避免被清朝士兵攻擊，而改姓莊。
- 有不少臺灣的原住民改姓莊。

莊姓的一部分人在东汉时为了避讳皇帝劉莊的名字，而改姓严，而魏晋时有些严姓的人改回莊姓，故稱「莊嚴同宗」。所以有一些“庄严氏宗亲会”等。
又相傳許多明太祖後裔朱姓，因清室迫害皇亲国戚，明末清初改姓莊，并逃难到了南方，而後許多莊姓人士，對自己本家的起源朱、莊難辨，故加入「莊嚴宗親」，而有“莊嚴朱氏宗亲会”等。
莊姓目前的分佈主要在江西、江蘇、福建、廣東、港澳與臺灣，雖然無法名列中國大陸一百大姓，在臺澎金馬地區卻大約是第25大，是台湾第二十四大姓。

## 參閱
- 嚴姓

## 延伸阅读
[在维基数据编辑]
 《百家姓》
 《欽定古今圖書集成·明倫彙編·氏族典·莊姓部》，出自陈梦雷《古今圖書集成》

## 外部連結
- 华夏庄严宗亲网 （页面存档备份，存于）
- 世界庄严宗亲网 （页面存档备份，存于）
- 百家姓堂號 （页面存档备份，存于）

1. ↑  . 福建省人民政府台港澳事务办公室.   [2021-07-13]. （原始内容存档于2021-07-13）.